# Букарево 1 (Толочинский район)
Букарево 1 (бел. Букарава 1) — деревня в Толочинском сельсовете Толочинского района, Витебской области Беларуси.
До 10 октября 2013 года деревня входила в состав Озерецкого сельсовета. 10 октября 2013 года сельсовет упразднён решением Витебского облсовета. Территория сельсовета, а также входившие в его состав населённые пункты, включены в состав Толочинского сельсовета.